# Sofia (singel Álvaro Solera)
Sofia – singel hiszpańskiego piosenkarza Álvaro Solera, pochodzący z reedycji jego debiutanckiego albumu studyjnego, zatytułowanego Eterno agosto. Singel został wydany 15 kwietnia 2016. Twórcami tekstu utworu są Álvaro Soler, Simon Triebel, Ali Zuckowski, Nadir Khayat i Jakke Erixson, natomiast jego produkcją zajęli się RedOne oraz T.I. Jakke. 

## Lista utworów
- Digital download[1]

1. „Sofia” – 3:30

- CD single[2]

1. „Sofia” – 3:30
2. „Volar” – 3:01

- Digital download (Remixes)[3]

1. „Sofia” (B-Case Remix) – 3:16
2. „Sofia” (Oovee Remix) – 3:44
3. „Sofia” (Robin Grubert Remix) – 3:21

## Personel
Opracowano na podstawie materiału źródłowego.
| Muzycy - Álvaro Soler – wokal prowadzący, akordeon, perkusja, omnichord, wokal wspierający - Jakke Erixson – programowanie, keyboard, perkusja, gitara, wokal wspierający - Ali Zuckowski – gitara basowa, perkusja, gitara, ukulele, wokal wspierający - Simon Triebel – ksylofon, fisharmonia, perkusja, wokal wspierający, gwizd - Steven Stark, Nico Rebscher – wokal wspierający | Produkcja - RedOne, T.I. Jakke – produkcja muzyczna - Simon Triebel, Ali Zuckowski – koprodukcja - Trevor Muzzy – miksowanie - Gene Grimaldi – mastering |

## Notowania i certyfikaty
| Lista (2016–17)                               | Najwyższa pozycja |
| --------------------------------------------- | ----------------- |
| Austria (Ö3 Austria Top 40)                   | 3                 |
| Belgia (Ultratop 50 Singles, Flandria)        | 1                 |
| Belgia (Ultratop 50 Singles, Walonia)         | 16                |
| Czechy (Rádio – Top 100)                      | 1                 |
| Czechy (Singles Digitál – Top 100)            | 19                |
| Finlandia (Suomen virallinen lista – Singlet) | 15                |
| Francja (Top Singles & Titres)                | 9                 |
| Hiszpania (PROMUSICAE)                        | 3                 |
| Holandia (Single Top 100)                     | 19                |
| Niemcy (Media Control Charts)                 | 23                |
| Polska (AirPlay – Top)                        | 1                 |
| Słowacja (Rádio – Top 100)                    | 1                 |
| Słowacja (Singles Digitál – Top 100)          | 15                |
| Szwajcaria (Singles Top 100)                  | 1                 |
| Węgry (Single (track) Top 40 lista)           | 2                 |
| Włochy (FIMI)                                 | 1                 |

| Lista (2016)                         | Najwyższa pozycja |
| ------------------------------------ | ----------------- |
| Austria (Ö3 Austria Top 40)          | 28                |
| Belgia (Ultratop, Flandria)          | 34                |
| Holandia (Single Top 100)            | 78                |
| Niemcy (Official German Charts)      | 80                |
| Polska (ZPAV)                        | 18                |
| Szwajcaria (Singles Top 100)         | 11                |
| Włochy (FIMI)                        | 3                 |
| Lista (2017)                         | Najwyższa pozycja |
| Szwajcaria (Singles Top 100)         | 63                |
| Węgry (Single (track) Top 100 lista) | 9                 |

| Państwo                      | Status             |
| ---------------------------- | ------------------ |
| Austria (IFPI Austria)       | złota płyta        |
| Belgia (BEA)                 | platynowa płyta    |
| Hiszpania (PROMUSICAE)       | 2× platynowa płyta |
| Nimcy (BVMI)                 | złota płyta        |
| Polska (ZPAV)                | diamentowa płyta   |
| Szwajcaria (IFPI Szwajcaria) | 2× platynowa płyta |
| Włochy (FIMI)                | 8× platynowa płyta |